# Automator (programa)
Automator é um aplicativo desenvolvido pela Apple para o OS X que implementa a criação de fluxos de trabalhos para automação de tarefas repetitivas, economizando tempo. Estas tarefas abrangem uma ampla quantidade de programas, e também funcionam em soluções de aplicativos de terceiros, como o Microsoft Office, Photoshop ou Pixelmator. O Automator foi lançado pela primeira vez no Mac OS X Tiger (10.4).

## Interface
Automator disponibiliza uma interface gráfica de usuária para automatizar tarefas sem requerir conhecimentos em linguagem de programação ou de scripts. Tarefas podem ser gravadas assim que elas são efetuadas pelo usuários, ou mesmo selecionado de uma lista de tarefas pré-configuradas em uma lista.